# Lily (Dragon Ashの曲)
「Lily」（リリー）は、Dragon Ashの26枚目のシングル。2013年11月27日よりMOB SQUADから発売。

## 概要
- 「Lily」は、JRA2013年開催「有馬記念 THE LEGEND テイエムオペラオー」CMソング。[1]、とちぎテレビのJリーグクラブ栃木SC応援番組「T.S.☆LAB!! 栃木サッカー研究所」オープニングテーマ曲。
- 約6カ月ぶりの新曲。アルバムリリース前、本作とは違う楽曲をシングルで出そうとスタッフより提案があり、その曲に合わせKjの友人に「黄色のひまわり」の絵をジャケット用に依頼したところ[2]、友人からは「金色の百合の花」の絵が送られたため、急遽本楽曲が新たに制作された[3]。

- C/W曲「Somewhere」は、Kjが大河ドラマ撮影中に頭の中で、ここはどこなんだろうとなっていた時、ソフィア・コッポラ監督の映画『SOMEWHERE』を観て作ったという[4]。
- 初回限定盤は通常盤[5]と異なるC/W曲が含まれた紙ジャケット仕様[4]。更に初回限定盤+『Lily's Party』のスタンド指定席チケット[3]、又は初回限定盤+『Lily's Party』アリーナスタンディングチケット[2]がセットになったスペシャル・パックも合わせて発売された。

## 収録曲
初回限定盤
作詞：Kj　作曲・編曲：Dragon Ash
1. Lily
2. Somewhere
3. Intro ~ Run to the sun ~ Trigger ~ For divers area

通常盤
作詞：Kj　作曲・編曲：Dragon Ash
1. Lily
2. Somewhere
3. For divers area （Live At RUSH BALL 15th）